# Хасуна
Хасуна е археологически обект в северната част на днешен Ирак, отнасян към халколитната Хасунско-Самарска култура. Датирана е към началото на V хилядолетие пр.н.е.
В Хасуна започват да се използват металите, като се срещат трайни и добре изработени оръдия на труда, оръжия и съдове от мед, но те все още са в много по-малко количество от предметите направени от камък. Хасунската култура е преходна към ранната металургия.